# Плетнёва, Людмила Михайловна
Людми́ла Миха́йловна Плетнёва (род. 23 декабря 1936, Томск, Западно-Сибирский край) — советский и российский археолог, доктор исторических наук (1996), профессор. Специалист по истории Сибири раннего железа эпохи и средневековья

## Биография
Окончила Историко-филологический факультет ТГУ в 1960 году. После окончания университета работала Музее истории материальной культуры ТГУ (совр. Музей истории, археологии и этнографии Сибири им. В. М. Флоринского), лаборантом (1960—1962), а далее заведовала музеем (1962—1968, 1970—1987).
В 1974 году защитила кандидатскую диссертацию по теме «Томское Приобье в эпоху раннего железа».
С 1968 года сотрудник Проблемной научно-исследовательской лаборатории изучения археологии и этнографии Сибири ТГУ, младший научный сотрудник (1968—1970), старший научный сотрудник (1974—1992), ведущий научный сотрудник (1993), заведующая сектором археологии (1987—1992). В 1996 г. защитила докторскую диссертацию «Томское Приобье в средневековье (по археологическим источникам)». В 1993—1997 годах заведовала отделом выставочного зала-музея г. Северск, в 1997—2003 годах заместитель директора по научной работе Северского городского музея. С 2003 года заведующая кафедрой археологии и этнологии Томского государственного педагогического университета.

## Основной научный вклад
В регионе Томского Приобья локализована шеломокская (кижировская) культура эпохи раннего железа V—III вв. до н. э., для которой прослежено сильное влияние южных соседей — носителей тагарской и большереченской культуры. Начиная с III века до н э. и по III—IV вв. н э., шеломокская культура попадает под влияние кулайской культуры и, видимо, постепенно ассимилируется её носителями.
Определён ареал верхнеобской раннесредневековой культуры V—IX вв., которую в XI—XIV вв. сменяет басандайская культура, ранние компоненты которой связаны со сросткинской культурой, фиксирующая приход в Томское Приобье кыпчаков. Обнаружены памятники культуры томских татар, чатов, близких барабинским татарам периода позднего средневековья (XV- начала XVII веков).

## Сочинения
- Томское Приобье в конце VIII—III вв. до н. э. [Текст] / Л. М. Плетнева. — Томск : Изд-во Том. ун-та, 1977. — 108, [33] с., 3 л. табл. : ил.; 21 см.
- Томское Приобье в начале II тыс. н. э. : (По археол. источникам) / А. М. Плетнева; Под ред. Л. А. Чиндиной; Музей г. Северска. — Томск : Изд-во Том. ун-та, 1997. — 349,[1] с. : ил.; 27 см; ISBN 5-7511-0888-4
- Томское Приобье в позднем средневековье : (По археол. источникам) / Л. М. Плетнева; Под ред. Л. А. Чиндиной; Том. гос. ун-т им. В. В. Куйбышева. — Томск : Изд-во Том. ун-та, 1990. — 129,[3] с. : ил.; 26 см + Прил. (1 отд. л. ил.).; ISBN 5-7511-0397-1
- Археологические экспедиции в Томском Приобье (1963—2005) [Текст] : монография / Л. М. Плетнева ; Министерство образования и науки Российской Федерации, Федеральное государственное бюджетное образовательное учреждение высшего образования «Томский государственный педагогический университет» (ТГПУ). — Томск : Изд-во Томского гос. пед. ун-та, 2016. — 142 с. : ил., цв. ил.; 26 см; ISBN 978-5-89428-818-5 : 500 экз.
- Экскурсии по археологическим памятникам Томска и его окрестностям [Текст] : учебно-методическое пособие для бакалавров по направлению подготовки «Педагогическое образование» / Л. М. Плетнева ; М-во образования и науки Российской Федерации, Федеральное гос. бюджетное образовательное учреждение высш. проф. образования «Томский гос. пед. ун-т» (ТГПУ). — Томск : Изд-во Томского гос. пед. ун-та, 2015. — 155 с. : ил., портр., цв. ил.; 29 см; ISBN 978-5-89428-749-2 : 500 экз.
- Предметы скифо-сибирского звериного стиля из Томского Приобья [Текст] : [монография] / Л. М. Плетнёва ; М-во образования и науки Российской Федерации, Федеральное гос. бюджетное образовательное учреждение высш. проф. образования «Томский гос. пед. ун-т» (ТГПУ), ООО «Центр ист.-культурных исслед.», ООО «Торум». — Томск : Изд-во ТГПУ, 2012. — 189 с. : ил.; 25 см; ISBN 978-5-89428-642-6
- Памятники Томского Приобья в V—VIII вв. н. э. / О. Б. Беликова, Л. М. Плетнева. — Томск : Изд-во Том. ун-та, 1983. — 244 с. : ил.; 22 см.
- Очерки культурогенеза народов Западной Сибири [Текст] / под общ. ред. Н. В. Лукиной ; Томский гос. ун-т. — Томск : Изд-во Томского ун-та, 1994-. — 21 см. Т. 1, кн. 1: Поселения и жилища. кн. 1 / [Ю. Ф. Кирюшин и др.]; редкол.: Л. М. Плетнева (отв. ред.) [и др.]. — 1994. — 488, [1] с. : ил., табл. + [1] отд. л. схем.; ISBN 5-7511-0731-4

## Награды и звания
Л. М. Плетнёва отмечена многими грамотами и наградами учреждений Томска и Северска, награждена государственной медалью «Ветеран труда СССР» (1984), нагрудными знаками «К 100-летию ТГУ» (1988), «Высшая школа СССР. За отличные успехи в работе» (1989). В 2004 году награждена медалью «400 лет Томску. За заслуги перед городом». Награждена медалью ТГПУ (2006).
В 2001 году удостоена звания «Почётный работник высшего профессионального образования РФ».
Является победителем конкурса «Человек года» (2006) Томского государственного педагогического университета.